# باتريك ميرفي (عسكري)
باتريك ميرفي (بالإنجليزية: Patrick Murphy)‏ هو عسكري أيرلندي، ولد في 15 يناير 1823 في وترفورد في جمهورية أيرلندا، وتوفي في 1 ديسمبر 1896 في إيري في الولايات المتحدة.